# Kālidāsa

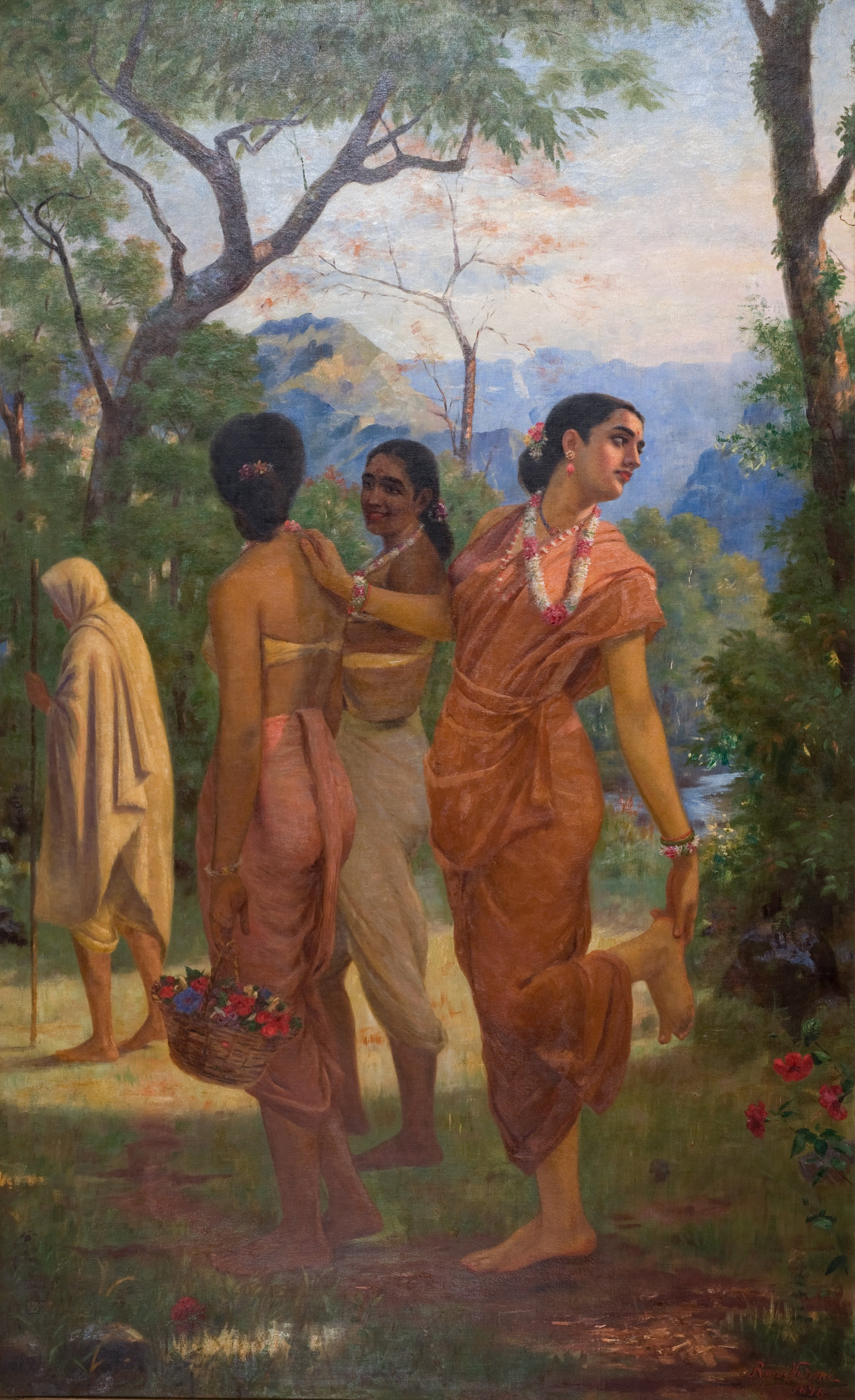
Shakuntala, personajul principal al capodoperei lui Kālidāsa, pictură realizată de Raja Ravi Varma

Kālidāsa  a fost un poet și dramaturg hindus, care a trăit la sfârșitul secolului al IV-lea d.Hr. și începutul secolului al V-lea.
Considerat cel mai mare scriitor din India, opera sa reprezintă punctul culminant al poeziei culte clasice indiene.
Puțin se cunoaște despre el; poemele lui sugerează că era brahman. Multe opere sunt tradițional atribuite lui, dar unii cercetători au identificat că șase nu sunt ale lui.

## Scrieri
- Śakuntalā (शाकुन्तल), pe numele complet Abhijñānashākuntala (sau Abhijñānaśākuntalam, Recunoașterea lui Shakuntal), capodopera sa, dramă scrisă în sanscrită
- Kumārasambhava (कुमारसम्भव), epopee mitologică
- Raghuvaṃśa (रघुवंश), poem epic cu subiect mitologic
- Meghadūta (मेघदूत), poem liric
- Mālavikāgnimitram (मालविकाग्निमित्रम् , Mālavikā și Agnimitra)
- Vikramōrvaśīyam (विक्रमोर्वशीयम्)
- Ṛtusaṃhāra ( ऋतुसंहार, Descrierea anotimpurilor).